# Municipio de Bee Branch
El municipio de Bee Branch (en inglés: Bee Branch Township) es un municipio ubicado en el condado de Chariton en el estado estadounidense de Misuri. En el año 2010 tenía una población de 302 habitantes y una densidad poblacional de 2,15 personas por km².

## Geografía
El municipio de Bee Branch se encuentra ubicado en las coordenadas 39°39′44″N 92°46′45″O / 39.66222, -92.77917. Según la Oficina del Censo de los Estados Unidos, el municipio tiene una superficie total de 140.76 km², de la cual 139,87 km² corresponden a tierra firme y (0,63 %) 0,89 km² es agua.

## Demografía
Según el censo de 2010, había 302 personas residiendo en el municipio de Bee Branch. La densidad de población era de 2,15 hab./km². De los 302 habitantes, el municipio de Bee Branch estaba compuesto por el 99,01 % blancos, el 0,66 % eran amerindios y el 0,33 % eran de una mezcla de razas. Del total de la población el 0,66 % eran hispanos o latinos de cualquier raza.